# Нелоба
Нело́ба (рос. Нелоба) — присілок у складі Верхньосалдинського міського округу Свердловської області.
Населення — 177 осіб (2010, 174 у 2002).
Національний склад населення станом на 2002 рік: росіяни — 94 %.